# Арен (Лоар и Шер)
Арен (фр. Areines) насеље је и општина у централној Француској у региону Центар (регион), у департману Лоар и Шер која припада префектури Вандом.
По подацима из 2011. године у општини је живело 605 становника, а густина насељености је износила 125,0 становника/km². Општина се простире на површини од 4,84 km². Налази се на средњој надморској висини од 84 метара (максималној 130 m, а минималној 77 m).

## Демографија
| 1962. | 1968. | 1975. | 1982. | 1990. | 1999. | 2011. |
| ----- | ----- | ----- | ----- | ----- | ----- | ----- |
| 230   | 289   | 379   | 530   | 555   | 532   | 605   |

График промене броја становника у току последњих година